# Vars-sur-Roseix
 Vars-sur-Roseix  (en occitano Vars) es una comuna y población de Francia, en la región de Lemosín, departamento de Corrèze, en el distrito de Brive-la-Gaillarde y cantón de Ayen.
Situada en lo alto de un cerro, permitía vigilar todos los alrededores y durante la Edad Media fue la sede de una abadía de la Regla, con un castillo y su señor de Vars.
Unas pocas familias vivieron en el pueblo durante varios siglos.
Su población en el censo de 2008 era de 304 habitantes.
Está integrada en la Communauté de communes du Bassin d'Objat.

## Demografía
| 201 | 211 | 227 | 257 | 280 | 255 | 304 |
| Para los censos de 1962 a 1999 la población legal corresponde a la población sin duplicidades (Fuente: INSEE [Consultar]) |     |     |     |     |     |     |

## Personalidades relacionadas
Hugues Duroy de Chaumareys (1763-1841) nació en Vars-sur-Roseix. Oficial de la marina francesa, comandaba la fragata La Méduse cuando naufragó frente a las costas de Mauritania en 1816. El suceso, en el que murieron 160 personas, causó gran escándalo e indignación en la época y fue representado en un conocido cuadro de Théodore Géricault: Le Radeau de la Méduse («La Balsa de la Medusa» en español).